# Csáky-Pallavicini család

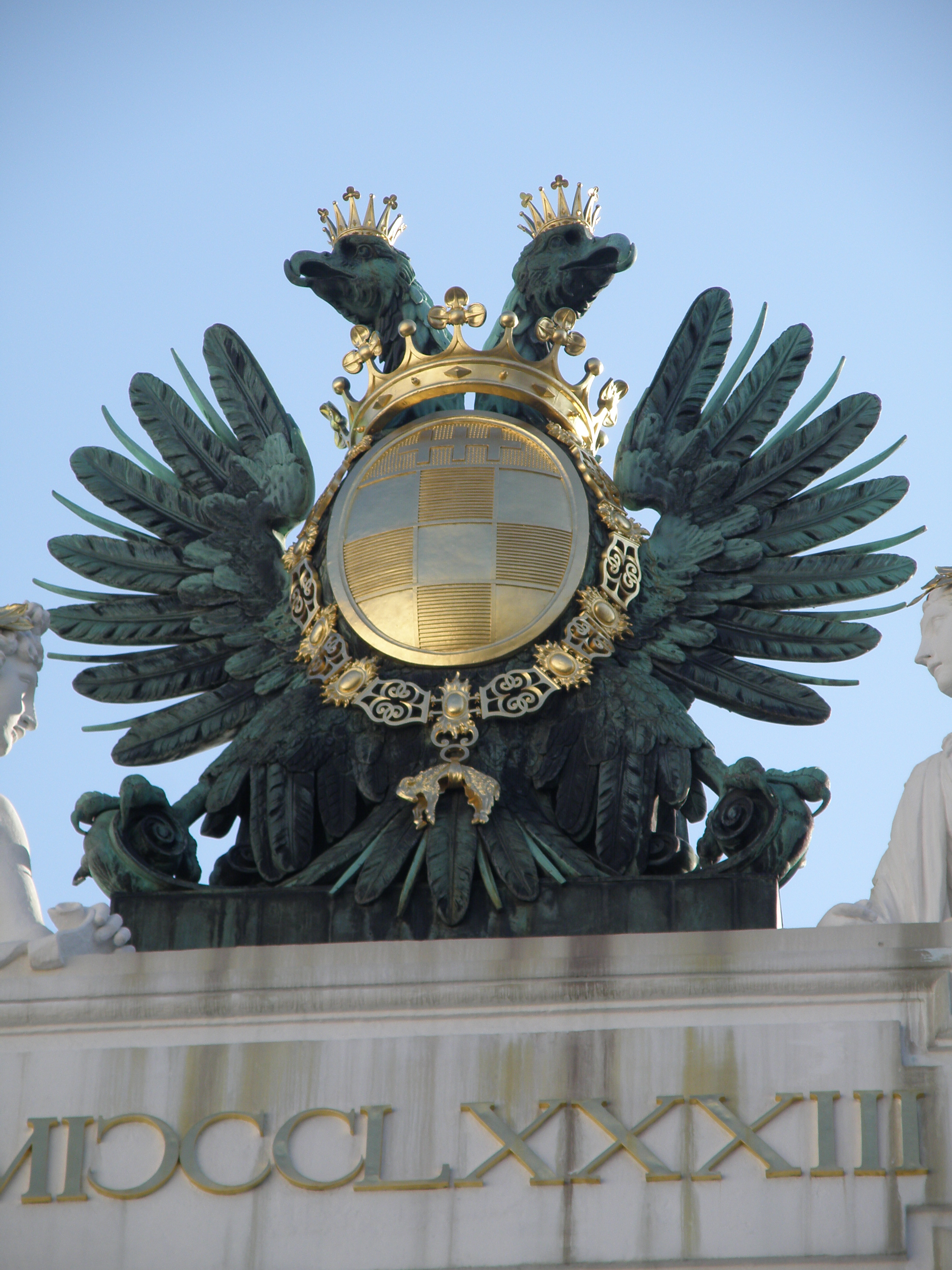
Pallavicini címer

A körösszeghi és adorjáni őrgróf Csáky-Pallavicini család, egy magyar főnemesi család. Pallavicini Roger őrgróf örökbe fogadta a saját származású házasság előtti két fiút, Hippolyt és Zsigmond; 1876-tól királyi jóváhagyással, adománnyal, leszármazottjai kettős vezetéknevet és az őrgrófi címet viselték.

## A család története
A család alapítója a Pallavicini családból származó Pallavicini Roger (1814-1874) őrgróf volt. Roger apja őrgróf Pallavicini Edvard (1787–1839), aki 1827-ben megkapta a magyar honosságot, anyja Josephine, Gräfin zu Hardegg auf Glatz und im Machlande (1784-1850) volt. Roger nagyszülei, őrgróf Pallavicini János-Károly (1741-1789), császári tábornok, a Katonai Mária Terézia-rend lovagja, és gróf zichi és vázsonykői Zichy Leopoldina (1758-1840) voltak. Zichy Leopoldina grófnő szülei gróf Zichy István (1715–1769) és gróf Maria Cecilia von Stubenberg (1725–1763) voltak. Ennek a Zichy Istvánnak a nagyapja pedig zicsi és vázsonkeöi gróf Zichy István (1616–1693) tárnokmester, császári és királyi tábornok, koronaőr, Moson vármegye főispánja, aranysarkantyús vitéz, nagybirtokos, királyi tanácsos, kamarás, aki 1655-től báró, majd 1679-től gróf lett.
A Pallavicini Roger őrgróf, 1851. szeptember 22-én Miskolcon vette feleségül, gróf vajai és luskodi Vay Eulália (1812-1873) kisasszonyt, gróf vajai és luskodi Vay Ábrahám (1789-1855), főispán, országgyűlési követ, és kazinczi Kazinczy Zsófia (1794-1843) lányát. Vay Eulália grófnő még abban az évben, 1851. augusztus 21-én, vált el első férjétől, körösszeghi és adorjáni Csáky Zsigmond (1805-1873) gróftól.
A házasság után, Pallavicini Roger őrgróf csak jogilag fogadta örökbe feleségének első házasságából származó de saját vérrokon két fiát, gróf Csáky Zsigmondot (1842-1932) és gróf Csáky Hippolitot (1844-1918). Az örökbefogadott fiúk 1876. április 8-án, Bécsben kelt legfelsőbb határozattal jogot nyertek a Csáky-Pallavicini kettős név és az őrgrófi cím és címer viselésére. Csáky Zsigmond gróf és Vay Eulália grófnőnek volt két saját lány: báró Pach zu Hansenheim und Hohen-Eppan Félixné gróf Csáky Melánia (1836–1933), valamint draskóczi és jordánföldi Ivánka Zsigmondné gróf Csáky Róza (1837–1868). Vay Eulália grófnő első férjének, gróf Csáky Zsigmond (1805-1873) úrnak a szülei gróf kőrösszeghi és adorjáni Csáky János (1745-1806), Kolozs vármegye főispánja, császári és királyi kamarás, huszárkapitány, nemesi testőr és jekel- és margitfalvi Jekelfalussy Terézia (1774-1850) voltak.
Csáky-Pallavicini Hippolit (1844-1918) őrgróf, császári és királyi kamarás, honvéd-lovassági százados, feleségül vette Zágrábban 1869. február 4-én gróf klokochi és trebinjei Vojkffy Flóra (1851-1904) kisasszonyt, akinek a szülei  gróf klokochi és trebinjei Vojkffy Zsigmond (1816-1860), földbirtokos és nemes Ditkovich Mária (1821-1894) voltak; Vojkffy Zsigmond grófné Ditkovich Máriát korai megözvegyülése után feleségül vette gróf Arthur Nugent von Westmeath (1825-1897), római birodalmi herceg, császári és királyi kamarás, földbirtokos. Vojkffy Flórának az apai dédapja nemes Vojkffy Zsigmond (1718-1792), földbirtokos Mária Terézia magyar királynőtől, 1763. május 24-én grófi címet szerzett. A szlavóniai ősrégi nemesi család eredetileg Woyk nemzetségből származtatta magát és a Voikffy illetve a horvátosan Woikovich nevek alatt is virágzott.
Csáky-Pallavicini Hippolit őrgróf és Vojkffy Flóra grófnő házasságából két fiúgyermek született: őrgróf Csáky-Pallavicini Roger (1874-1943), Császári és királyi huszárszázados, földbirtokos; és őrgróf Csáky-Pallvicini Artúr (1875-1896), császári és királyi hadnagy, aki nőtlen, fiatalon öngyilkosságot követett el. Roger vitte tovább a családot; 1901. április 15.-én feleségül vette a tekintélyes nemesi származású báji Patay családnak a sarját, báji Patay Márta (1879-1965) kisasszonyt, akinek a szülei báji Patay Sámuel (1850-1886), földbirtokos és gencsi és érmihályfalvi Gencsy Margit (1859-1939) voltak. A menyasszony apai szülei báji Patay Sámuel (1799–1868), Abaúj vármegye első alispánja, földbirtokos, és nemes Czövek Terézia (1816–1892) voltak; az anyai nagyszülei gencsi és érmihályfalvi Gencsy Zsigmond (1820–1883), földbirtokos és gencsi és érmihályfalvi Gencsy Malvin (1836–1914) voltak. Patay Márta két fiú- és egy leány gyermekkel áldotta meg. Leszármazottjai mai napig élnek.

## Leszármazás
Őrgróf Pallavicini Roger I. (Bécs, 1814. november 21. – Sajószentpéter, 1874. február 1.) és feleségének, gróf Vay Euláliának (Berkesz, 1812 – Budapest, 1873. december 8.) két fia született: az idősebb, Zsigmond, akit Csáky nemzett, és a fiatalabb, Hippolit, akit Pallavicini nemzett:

### Csáky-Pallavicini Zsigmond
- A1 Csáky-Pallavicini Zsigmond (teljes neve: Mária Zsigmond István Fülöp Jakab) (Szendrő, 1842. május 1. – Nagytapolcsány, 1932 júniusában), főrendiház tag. 
Felesége Orzini Izabella Mária Donna  (Isabella Orsini d'Aragona) (Firenze, 1853 – Nagytapolcsán, 1942), akivel 1872. augusztus 25-én kelt egybe, Firenzében. Gyermekeik:[12]
  - B1 Gabriella Antoinette Eulália, (Budapest, 1873. június 13. – Budapest, 1925. július 11.), aki 1893. január elsején  Berzeviczy Györgyhöz ment feleségül (Szendrőlád, 1867 – 1925. július 11.)
  - B2 Friderika (Kurityán, 1875. október 9. – Budapest, 1912. január 18.), házasságát, Baveno-ban, (Olaszország) kötötte 1910. október 14-én, Edzard Jonkheer von Flack-Mareinwehr-rel (1884-1963)
  - B3 Hippolyt (Ipoly) (Kurityán, 1877. június 7. – Budapest, 1940. október 11.), két felesége volt: Sophia Pobóg-Niementowska és Gansl Jolán. Első feleségétől született egy fia, 1907-ben László. Lászlónak két gyermeke van: Izabella (1934) és Róbert (1944).[13]

### Csáky-Pallavicini Hippolit
- A1 Csáky-Pallavicini Hippolit (Hippolyt, Ipoly) Zsigmond (Zimony, 1844. június 27. – Torna, 1918. augusztus 2.), császári és királyi kamarás és százados a magyar királyi honvéd-lovasságnál. Felesége: gróf klokochi és trebinjei Voikffy (Vojkffy) Flóra (Oroslavje,	1851. szeptember 5. – Viszló, 1904. május 17.). Házasságukat 1869. február 4.-én tartották Zágrábban. Vojkffy Flóra szülei gróf klokochi és trebinjei Voikffy Zsigmond (1816–1860) és Marija Ditković Žitomirska (c.1824-1894) voltak. Az apai nagyszülei gróf klokochi és trebinjei Vojkffy Ferenc (1759–1833), cs. és kir. kamarás, nagybirtokos és Hrometz Anna voltak. Az apai nagyapai dédszülei gróf klokochi és trebinjei Vojkffy Zsigmond, a Báni ezred ezredese, földbirtokos és alsómalatini Malatinszky Erzsébet voltak; Vojkffy Zsigmond 1763. május 24-én magyar grófi címet szerzett adományban Mária Terézia magyar királynőtől.[14] Csáky-Pallavicini Hippolit őrgróf és Vojkffy Flóra grófnő frigyéből született:
  - B1 Roger II. Zsigmond Miklós Mária Immaculata (Zágráb, 1874. április 17. – Tornyosnémeti, 1943. január 28.). Császári és királyi huszárszázados. Tanulmányait befejezvén katonai szolgálatot teljesített, 1911-ben vonult nyugdíjba századosi rendfokozattal. Vidéki, Tornyosnémetiben elterülő birtokán gazdálkodott nyugdíjas éveiben. Az első világháborúban a Vöröskereszt díszjelvényét érdemelte ki, több más kitüntetés mellett. Tornyosnémeti birtokán érte a halál. Felesége: a családból való báji Patay Márta (Cekeháza, 1879. augusztus 20. – Budapest, 1965. június 10.), akit Budapesten vett feleségül 1901. április 15-én. Patay Márta szülei báji Patay Sámuel (1850-1886), földbirtokos és gencsi és érmihályfalvai Gencsy Margit (1859-1939) voltak. Az apai nagyszülei báji Patay Sámuel (1799–1868), Abaúj vármegye első alispánja, földbirtokos,[7] és Czövek Terézia (1816–1892) voltak.[8] Az anyai nagyszülei gencsi és érmihályfalvai Gencsy Zsigmond (1820–1883), földbirtokos és gencsi és érmihályfalvai Gencsy Malvin (1836–1914) voltak. Pallavicini Roger őrgróf és Patay Márta frigyéből született:
    - C1 Alfonz Tibor Hippolyt Roger (Cekeháza, 1902. augusztus 4. - Budapest, 1997. május 21.) feleségét, Wekerle Gizellát (Budapest, 1907. december 3. - † Budapest, 1996. december 19.) Dánoson vette feleségül 1935. június 16-án. Wekerle Gizella szülei Wekerle Sándor (1878-1963), pénzügyminiszter és csákói Geist Mária Lujza Erzsébet (1886-1977) voltak. Az apai nagyszülei idősebb Wekerle Sándor (1848–1921), majd a Magyar Királyság miniszterelnöke és parnói Molnár Gizella (1856–1936) voltak. Az anyai nagyszülei csákói Geist Gyula (1855–1903), nagybirtokos, Békés-megye törvényhatósági bizottsági tagja, és a Gazdasági Egyesülete elnöke valamint nemes Jálics Lujza (1866–1942) voltak. Az apai nagyanyai dédszülei parnói Molnár István (1825–1907), a főrendiház tagja, Zemplén vármegye főispánja és nyéki Nyéky Leona (1836–1894) asszony voltak. Pallavicini Alfonz őrgróf és Wekerle Gizella frigyéből született:
      - D1 Sándor Roger Alfonz Mária (*Budapest, 1936. május 13.-† 2023 május 17), feleségét Ágnes Varsányi de Varsány (*Budapest 1936 Január 21.), Bregenz- én vette feleségül 1957 május 12 én.
        - E1 Tamás (1960)
          - F1 Joannes Paulus Rubén Sándor Maria (2000)

        - E2 Roger V. (1961)
          - F1 Károly (1990)
          - G1 Helena (2023)
          - F2 Zsófi (1992)
          - F3 Franciska (1993)
          - F4 Roger VI. (1995)
          - F5 Victoria (2001)
          - F6 Arthur (2003)

        - E3 Alexandra (1965), Kalchauer Wilfriedné

      - D2 Roger IV. Sándor Mária (*Kassa, 1943. április 13.- Bibinje, Horvátország, 2009. augusztus 3.). Neje: tomcsányi Tomcsányi Dóra (*Szekszárd, 1943. október 20.)
        - E1 Zsófia (1978), klinikai szakpszichológus, pszichoterapeuta. Férje, Semsey Gábor.
        - E2 Krisztina (1980)

      - D3 Georgina (Gina) Margit Gizella Márta Mária, *Budapest 20.1.1938; m.Budapest 10.4.1992 Aladár Szalay-Marzsó de Zámoly et Verebély (*Budapest 28.7.1927)

    - C2 Roger III. (Tornyosnémeti, 1908. október 16.-?). A gazdasági iskolát Keszthelyen végezte és Pécsett szerzett állam -és jogtudományi doktorátust. Tanulmányai után Tornyosnémetiben telepedett le és ottani gazdaságát irányította, valamint a falu gazdasági életében is tevékeny részt vállalt (mezőgazdasági bizottsági elnök volt többek közt). Hosszabb tanulmányutat tett Franciaországban. Budapesten vette feleségül Szent-Imrey Mártát (1921) 1958. augusztus 16-án
    - C3 Margit (Tornyosnémeti, 1910. augusztus 31-1993), aki 1949-ben Budapesten ment feleségül Viktor Langhardhoz (1894-1970)

  - B2 Artúr Hippolyt Mária Immaculata (Budapest, 1875. június 17. – Budapest, 1896. augusztus 9.), aki egy Somossy-orpheum-beli énekesnő (név szerint Barrison Ethel) miatt öngyilkosságot követett el, mint írta „nem tudott nélküle élni”, búcsúlevelében arra kérte a szeretett nőt, hogy csókolja meg koporsóját, aki ezt a kérést (nem várt módon) teljesítette. Az őrgróf többször is megkérte Ethel kezét, de az mindig nemet mondott. Korábban egy mulatozás során három katonatársa, valamint a nő és három testvérének jelenlétében megfenyegette, hogy főbe lövi magát, ha a lány nem figyel rá, ekkor testvére, Roger kivette Artúr kezéből a revolvert. Aznap este még megnézték a nővérek műsorát, majd ismét szórakoztak és megtervezték a másnapi programot, ezután hazamentek, de aznap este Artúr két tiszttársa a Ferenc József-laktanyában lévő lakásában holtan találták az őrgrófot, főbe lőtte magát.[15][16]